# Низар, Огюст
Жан Мари Никола Огюст Низа́р (фр. Jean Marie Nicolas Auguste Nisard; 9 августа 1809, Шатийон-сюр-Сен — 17 февраля 1892) — французский филолог, педагог и научный писатель.
Брат писателя Дезире Низара и учёного Шарля Низара, был профессором риторики в колледже Бурбон, получил степень доктора литературы в 1845 году, в 1855 году был назначен ректором академии Гренобля и в том же году инспектором академии Сены.
Выйдя на пенсию в 1872 году с титулом почётного ректора, стал деканом факультета искусств Парижского католического института (1875), профессором латинской риторики. 28 апреля 1847 года получил орден Почётного легиона, 7 августа 1870 года был произведён в его офицеры.
Переводил произведения Горация и Вергилия, редактировал издания трудов Аристотеля. К числу его наиболее известных работ относится «Examen des poétiques d’Aristote, d’Horace et de Boileau».